# Jochen Oltmer
Jochen Oltmer (* 5. August 1965 in Wittmund) ist ein deutscher Historiker und Migrationsforscher. Er lehrt und forscht als Professor für Neueste Geschichte und Migrationsgeschichte am Institut für Migrationsforschung und Interkulturelle Studien (IMIS) sowie am Historischen Seminar der Universität Osnabrück. Seine Arbeitsschwerpunkte liegen in der deutschen, europäischen und globalen Migration vom späten 18. Jahrhundert bis zur Gegenwart. Seit dem 1. Oktober 2022 amtiert Jochen Oltmer als Vizepräsident für Studium und Lehre der Universität Osnabrück.

## Leben
Oltmer promovierte 1995 mit einer Untersuchung zur Agrargeschichte des Ersten Weltkriegs. Er habilitierte sich 2001 für das Fach Neuere und Neueste Geschichte an der Universität Osnabrück bei Klaus Jürgen Bade mit einer Arbeit zur Migrationsgeschichte der Weimarer Republik. Seit Mitte der 1990er Jahre gilt das wissenschaftliche Interesse Jochen Oltmers vor allem der Historischen Migrationsforschung: Er verfolgt das Ziel, Hintergründe, Bedingungen, Formen und Folgen der räumlichen Bewegung von Menschen in der Vergangenheit zu verstehen und zu erklären. Im Zentrum steht die Frage, warum Wanderungen stattgefunden haben, welchen Mustern sie folgten, wie sie wahrgenommen, mit welchen Bedeutungen sie aufgeladen wurden und welche Akteure Einfluss auf die räumlichen Bewegungen von Menschen aus welchen Gründen nahmen. In den Blick geraten dabei alle Erscheinungsformen von Migration (von den Arbeits- und Siedlungswanderungen über Bildungswanderungen und Entsendungen bis hin zu den gewaltbedingten Migrationen, also insbesondere Flucht, Vertreibung, Deportation). Hinzu treten aber auch die verschiedensten Reaktionen, die Wanderungsbewegungen in Gesellschaften und bei institutionellen Akteuren hervorgerufen haben. Mit der Untersuchung der Effekte regionaler Mobilität gilt das Interesse zudem der Frage nach den Perspektiven und Herausforderungen von Migrantinnen und Migranten, ökonomische, soziale oder politische Teilhabe zu erringen oder zu erreichen.
Jochen Oltmer gehört dem Vorstand des IMIS seit 1997 an und fungiert außerdem als Vorstandsmitglied des von der Deutschen Forschungsgemeinschaft (DFG) finanzierten Sonderforschungsbereichs 1604 »Produktion von Migration«, in dem er zwei Teilprojekte gemeinsam mit Isabella Löhr und Andreas Pott leitet. Er ist Mitglied der Kommission des Niedersächsischen Landtags für Migration und Teilhabe und arbeitete bzw. arbeitet in zahlreichen Wissenschaftlichen Beiräten mit, darunter dem Bundesamt für Migration und Flüchtlinge (BAMF), dem Deutschen Auswandererhaus (DAH) in Bremerhaven und dem Dokumentationszentrum und Museum über die Migration in Deutschland (DOMiD) in Köln, dem Museum Friedland und der Stiftung Flucht, Vertreibung, Versöhnung (SFVV) in Berlin. Er ist Mitbegründer des Netzwerks Flüchtlingsforschung und Mitglied des Rates für Migration, dessen Vorstand er von 2013 bis 2015 sowie 2018 bis 2021 angehörte. Er leitete und leitet diverse Forschungsprojekte. Zahlreiche Monographien und Sammelwerke sowie über 300 Aufsätze sind aus seiner Arbeit hervorgegangen. Jochen Oltmer ist zudem Herausgeber der Schriftenreihe Studien zur Historischen Migrationsforschung sowie Mitherausgeber der Zeitschrift für Migrationsforschung und der Buchreihe Migrationsgesellschaften. Er war darüber hinaus über lange Jahre Mitherausgeber der Zeitschrift für Flucht- und Flüchtlingsforschung (Z'Flucht) sowie von Immigrants & Minorities. Historical Studies in Ethnicity, Migration and Diaspora. Außerdem fungiert er als Chefredakteur von focus Migration, einer Online-Publikationsreihe, die auf der Website der Bundeszentrale für politische Bildung erscheint. Der Vermittlung von Forschungsergebnissen auch über den engeren Kreis der Wissenschaft hinaus dienen unter anderem eine intensive Beratungs- und Vortragstätigkeit, die Mitarbeit an Schulbüchern und zahlreiche Interviews, Seit 2018 ist er gewähltes Mitglied der Leibniz-Sozietät der Wissenschaften zu Berlin.

## Autor (Auswahl)
- Globale Migration. Geschichte und Gegenwart. (= C.H. Beck Wissen. 2761). C.H. Beck, München 2012; 3., überarb. und aktual. Auflage. C.H. Beck, München 2016, ISBN 978-3-406-69890-3 (auch als Sonderausgaben für die Bundeszentrale und für Landeszentralen für politische Bildung erschienen).
- Migration. Geschichte und Zukunft der Gegenwart. Wissenschaftliche Buchgesellschaft/Konrad Theiss-Verlag, Darmstadt 2017, ISBN 978-3-8062-2818-2 (auch als Sonderausgaben für die Besondere Wissenschaftliche Reihe der Wissenschaftlichen Buchgesellschaft sowie für die Bundeszentrale für politische Bildung erschienen), die 2. überarbeitete und aktualisierte Auflage ist 2020 bei der Bundeszentrale für politische Bildung erschienen.
- Die Grenzen der EU. Europäische Integration, ›Schengen‹ und die Kontrolle der Migration, Springer/VS, Wiesbaden 2021, Open Access zugänglich unter: https://www.springer.com/de/book/9783658332129
- mit Nikolaus Barbian: Vom Ein- und Auswandern. Ein Blick in die deutsche Geschichte. Jugendsachbuch. 2. überarb. Auflage. Jacoby & Stuart, Berlin 2019, ISBN 978-3-946593-08-9
- Migration im 19. und 20. Jahrhundert. (= Enzyklopädie deutscher Geschichte. Band 86). 2. Auflage. R. Oldenbourg Wissenschaftsverlag, München 2013 (dann unter dem Titel: Migration vom 19. bis zum 21. Jahrhundert. 3., erweit. und aktual. Auflage. De Gruyter Oldenbourg, Berlin/Boston 2016, ISBN 978-3-11-047137-3).
- Migration und Politik in der Weimarer Republik. Vandenhoeck & Ruprecht, Göttingen 2005, ISBN 3-525-36282-X (zugl. Habil., Osnabrück 2001).
- mit Klaus J. Bade: Normalfall Migration. Bundeszentrale für politische Bildung, Bonn 2004, ISBN 3-89331-543-8.

## Herausgeber (Auswahl)
- mit Marcel Berlinghoff, Franck Düvell, Christine Lang und Andreas Pott, Report Globale Flucht 2024, S. Fischer, Frankfurt a. M. 2024.
- mit Jens Schneider, Andreas Pott und Antonie Schmiz, Kulturproduktion in der Migrationsgesellschaft. Herausforderungen für Kulturinstitutionen und Kulturpolitik, transcript, Bielefeld 2024.
- mit Marcel Berlinghoff, Franck Düvell, Ulrike Krause und Andreas Pott, Report Globale Flucht 2023, S. Fischer, Frankfurt a. M. 2023.
- Migrationsregime vor Ort und lokales Aushandeln von Migration (Migrationsgesellschaften, Bd. 2), Springer VS, Wiesbaden 2018, https://link.springer.com/book/10.1007%2F978-3-658-18945-7
- Handbuch Staat und Migration in Deutschland seit dem 17. Jahrhundert. De Gruyter Oldenbourg, Berlin/Boston 2016, ISBN 978-3-11-034528-5.
- mit Axel Kreienbrink und Carlos Sanz Diaz: Das ›Gastarbeiter‹-System. Arbeitsmigration und ihre Folgen in der Bundesrepublik Deutschland und Westeuropa. (= Schriftenreihe der Vierteljahrshefte für Zeitgeschichte. Band 104). R. Oldenbourg-Verlag, München 2012, ISBN 978-3-486-70946-9.
- Nationalsozialistisches Migrationsregime und ›Volksgemeinschaft‹. (= Nationalsozialistische ›Volksgemeinschaft‹. Studien zu Konstruktion, gesellschaftlicher Wirkungsmacht und Erinnerung. Band 2). Verlag Ferdinand Schöningh, Paderborn 2012, ISBN 978-3-506-77334-0.
- mit Ute Frevert: Europäische Migrationsregime. Themenheft der Zeitschrift Geschichte und Gesellschaft. 35, Heft 1, 2009.
- mit Klaus J. Bade, Pieter C. Emmer und Leo Lucassen: Enzyklopädie Migration in Europa vom 17. Jahrhundert bis zur Gegenwart. 3. Auflage. Verlag Ferdinand Schöningh/Wilhelm Fink Verlag/Verlag der Neuen Zürcher Zeitung, Paderborn/München/Zürich 2010, ISBN 978-3-506-75632-9. (englische Ausgabe unter dem Titel The Encyclopedia of Migration and Minorities in Europe. From the 17th Century to the Present. Cambridge University Press, Cambridge 2011 (Taschenbuchausgabe: Cambridge University Press, Cambridge 2013), ISBN 978-1-107-61485-7).
- mit David Feldman und Leo Lucassen: Paths of Integration. Migrants in Western Europe (1880–2004). (= IMISCOE-Research. Band 1). Amsterdam University Press, Amsterdam 2006, ISBN 90-5356-883-2.
- Kriegsgefangene im Europa des Ersten Weltkriegs. (= Krieg in der Geschichte. Band 24). Verlag Ferdinand Schöningh, Paderborn 2006, ISBN 3-506-72927-6.